# L'Entregu Club de Fútbol
L'Entregu Club de Fútbol es un club de fútbol español de la localidad de El Entrego en Asturias. Fue fundado en 1997 y disputa sus partidos como local en el estadio Nuevo Nalón. Actualmente milita en la Tercera Federación.

## Historia

### Antecedentes del fútbol en El Entrego
El Unión Deportiva de El Entrego nació en 1939 fruto de la fusión entre el Arenas de Santana y el Sporting del Norte, que habían surgido en la localidad unos años antes. El equipo inició su andadura en la Tercera Categoría Regional en la temporada 1940-41, proclamándose campeón del Grupo 8 y ascendiendo a Segunda Categoría Regional. En la campaña 1949-50, tras hacerse con el campeonato de su grupo, logró el ascenso a Primera Categoría Regional. En la temporada 1954-55 la entidad logra finalizar en la primera posición de su grupo, teniendo que disputar la promoción de ascenso contra el C. D. Mosconia de Grado. En el primer partido, el resultado sería de 3-2 favorable al Mosconia y, en el segundo, de 2-1 favorable al U. D. de El Entrego. Debido a ello, fue necesario disputar un partido de desempate en el que el Unión consigue vencer al Mosconia por 3-2 y obtiene el título de campeón de Primera Regional y el derecho a disputar la liguilla de ascenso a Tercera División. En esta liguilla se consigue el ascenso.
En la temporada 1955-56 el club debuta en Tercera División logrando el tercer puesto. En la temporada 1956-57 comienza su mejor época, finalizando como primer clasificado de la categoría, lo que le da derecho a disputar la promoción de ascenso a Segunda División. En ella, se midió a la A. D. Plus Ultra, filial del Real Madrid C. F., venciendo en El Entrego por 5-3 pero sufriendo un 7-0 en Madrid, por lo que el equipo queda eliminado de la promoción. En la temporada 1957-58 el club vuelve a quedar clasificado como primero de su grupo y repite presencia en la promoción para ascender a la categoría de plata. Esta vez se mide al Club Turista, al que logra derrotar (1-2 y 3-1) y al Club Deportivo Baracaldo Altos Hornos al que vence por 4-2 en El Entrego pero pierde por 5-0 en Baracaldo y vuelve a quedar eliminado de la promoción de ascenso.
En la temporada 1961-62 se consigue el récord, aún vigente, de asistencia a un partido en El Entrego, con la visita del U. P. Langreo por vez primera al campo del Nalón.[cita requerida] Debido a los problemas económicos el club desaparece en 1963. 
En 1964 surge El Entrego Club Deportivo, que es inscrito en Segunda Categoría Regional y, al final de la temporada, logra el ascenso tras vencer en la promoción previamente disputada. En la siguiente temporada el club realiza una buena campaña y logra el ascenso a Tercera División, en la que lograría permanecer no sin dificultades hasta la temporada 1969-70. Desde la temporada 1970-71 hasta la temporada 1977-78 el club disputa sus partidos en Primera Categoría Regional con varias promociones de ascenso incluidas pero perdiéndolas todas hasta que, en 1978, el club logra de nuevo el ascenso a Tercera División.
Hasta la temporada 1980-81 el club logra salvar la categoría quedando una temporada en mitad de la tabla y en la siguiente en los puestos de cola, pero debido a una reestructuración de las categorías el equipo logra salvarse. En 1981, tras finalizar en 19.ª posición, se produce el descenso a Regional Preferente que es sucedido la temporada siguiente por un nuevo descenso pasando a militar el club en Primera Regional. En la temporada 1983-84 el club logra de nuevo el ascenso a Regional Preferente y, dos temporadas más tarde, en la 1985-86 se logra un nuevo ascenso a Tercera División, categoría que se mantendría hasta la temporada 1988-89 en la que se clasifica en último lugar.
En la siguiente temporada el club finaliza en mitad de la tabla en Regional Preferente y, debido al mínimo apoyo de la afición, se decide fusionar el equipo con el C. D. San Martín para intentar realzar el fútbol en el concejo. Tras seis años de fusión, el equipo resultante de ella desaparece al tener graves problemas económicos y sociales.

### L'Entregu Club de Fútbol
En 1997 se fundó L'Entregu Club de Fútbol a modo de continuación de los desaparecidos Unión Deportiva de El Entrego y El Entrego Club Deportivo y eligiendo los mismos colores para sus equipaciones. Este nuevo equipo se inscribe en Segunda Regional para la temporada 1997-98 y militó en ella hasta el ascenso a Primera Regional conseguido en la temporada 1999-2000.
Desde la temporada 2000-01 el club disputó sus partidos en Primera Regional logrando el ascenso a Regional Preferente en la temporada 2006-07. En la primera temporada en la categoría, el equipo se clasificó en 15.ª posición. En la temporada 2011-12, el equipo consiguió ascender a Tercera División al finalizar en 3.ª posición, con setenta puntos.
En la temporada 2012-13 debutó en Tercera División, terminando en una meritoria séptima plaza. Permaneció tres temporadas antes de descender a Regional Preferente. Tras proclamarse campeón en 2015-16, logró retornar a Tercera División.
En la campaña 2022-23, consiguió clasificarse en tercera posición del Grupo II de Tercera Federación. Lo que le permitió disputar primeramente un play-off, con los equipos clasificados del segundo al quinto de su grupo. Tras eliminar a la U. D. Llanera en semifinales y al C. D. Praviano en la final, se clasificó para la fase nacional. Esta daba una plaza de ascenso a Segunda Federación al ganador de su eliminatoria. Enfrentándose a uno de los finalistas clasificados de los otros diecisiete grupos de Tercera Federación, decididos por sorteo por la RFEF. Le tocó jugarse el ascenso con el Fútbol Club La Unión Atlético, equipo que logró ascender en la promoción, tras un empate a cero en tierras murcianas en el partido de ida y lograr derrotar a los entreguinos por 0-2 en el Nuevo Nalón.
La temporada siguiente, la 2023-24, de nuevo se clasificó, tras acabar la liga regular en quinta posición, para disputar las eliminatorias de ascenso. En la fase autonómica, primero eliminó al Sporting Atlético (subcampeón de liga) en los cuartos de final. Tras un empate sin goles en el Nuevo Nalón, en la vuelta en Mareo, venció por 3-2 al filial sportinguista y favorito al ascenso. Posteriormente venció en las semifinales al Club Deportivo Lealtad de Villaviciosa, en la ida un muy favorable resultado de 3-0 para los entreguinos y 2-0 para los maliayeses en la vuelta. En la eliminatoria final interautonómica, le tocó enfrentarse al Real Club Deportivo Mallorca "B", que derrotó a los asturianos en ambos partidos, 2-1 en el Nuevo Nalón y 1-0 en el terreno palmesano de la Ciudad Deportiva Antonio Asensio.

## Uniforme
El uniforme es de la firma deportiva Luanvi y sus equipaciones oficiales son las siguientes:
- Uniforme titular: camiseta a rayas verticales blancas y rojas con el cuello en color dorado, pantalón azul y medias rojas.
- Uniforme alternativo: camiseta verde con detalles negros; pantalón y medias verdes.

## Escudo
El escudo del club tiene la forma de un triángulo invertido a rayas verticales rojas y blancas (4 rojas y 3 blancas) con un reborde gris y un balón de fútbol en el centro. Presenta además dos semicírculos atravesados por líneas azules en la parte superior, por debajo de estos, una inscripción en letras rojas sobre fondo gris con la inscripción L'Entregu en letras mayúsculas.

## Estadio
El club disputa sus partidos como local en el campo Nuevo Nalón, que fue inaugurado en 1997 en sustitución del viejo estadio Nalón, en el que sus equipos predecesores habían disputado siempre sus partidos, pero, debido a que se encontraba en terrenos por los que discurre la carretera AS-17, fue demolido. El nuevo estadio cuenta con capacidad para aproximadamente 1200 espectadores, de los cuales unos 200 son asientos y a cubierto en la tribuna principal del campo. Dispone de iluminación artificial y la superficie del terreno de juego es de hierba sintética.

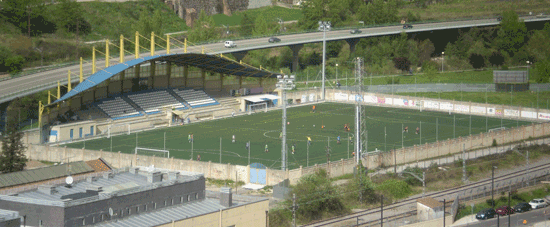
Estadio Nuevo Nalón

## Trayectoria en competiciones nacionales
- Temporadas en Primera División: 0
- Temporadas en Segunda División: 0
- Temporadas en Primera Federación: 0
- Temporadas en Segunda Federación: 0
- Temporadas en Tercera: 11
- Participaciones en Copa del Rey: 0

## Trayectoria
| Temporada | Nivel | Categoría           | Puesto | Copa del Rey |
| --------- | ----- | ------------------- | ------ | ------------ |
| 1997-98   | 7     | 2.ª Regional        | 9.º    |              |
| 1998-99   | 7     | 2.ª Regional        | 4.º    |              |
| 1999-2000 | 7     | 2.ª Regional        | 1.º    |              |
| 2000-01   | 6     | 1.ª Regional        | 7.º    |              |
| 2001-02   | 6     | 1.ª Regional        | 11.º   |              |
| 2002-03   | 6     | 1.ª Regional        | 11.º   |              |
| 2003-04   | 6     | 1.ª Regional        | 5.º    |              |
| 2004-05   | 6     | 1.ª Regional        | 5.º    |              |
| 2005-06   | 6     | 1.ª Regional        | 5.º    |              |
| 2006-07   | 6     | 1.ª Regional        | 1.º    |              |
| 2007-08   | 5     | Regional Preferente | 15.º   |              |
| 2008-09   | 5     | Regional Preferente | 10.º   |              |
| 2009-10   | 5     | Regional Preferente | 16.º   |              |
| 2010-11   | 5     | Regional Preferente | 13.º   |              |
| 2011-12   | 5     | Regional Preferente | 3.º    |              |

| Temporada | Nivel | Categoría           | Posición | Copa del Rey |
| --------- | ----- | ------------------- | -------- | ------------ |
| 2012-13   | 4     | 3.ª División        | 7.º      |              |
| 2013-14   | 4     | 3.ª División        | 9.º      |              |
| 2014-15   | 4     | 3.ª División        | 17.º     |              |
| 2015-16   | 5     | Regional Preferente | 1.º      |              |
| 2016-17   | 4     | 3.ª División        | 15.º     |              |
| 2017-18   | 4     | 3.ª División        | 9.º      |              |
| 2018-19   | 4     | 3.ª División        | 8.º      |              |
| 2019-20   | 4     | 3.ª División        | 9.º      |              |
| 2020-21   | 4     | 3.ª División        | 3.º      |              |
| 2021-22   | 5     | 3.ª División RFEF   | 7.º      |              |
| 2022-23   | 5     | 3.ª Federación      | 3.º      |              |
| 2023-24   | 5     | 3.ª Federación      | 5.º      |              |
| 2024-25   | 5     | 3.ª Federación      |          |              |

## Palmarés

### Torneos autonómicos
- Regional Preferente (1): 2015-16.
- Primera Regional (1): 2006-07.
- Segunda Regional (1): 1999-2000.

### Trofeos amistosos
- Centenario Astur C.F. (1): 2023.
- Memorial Celestino Peláez López, "Tinutu"  (1): 2012.
- Trofeo Memorial Ricardito (1): 2012.